# Thor Sjöfors
Thor Wilhelm Gabriel Sjöfors, född den 12 september 1886 i Pjätteryds församling, Kronobergs län, död den 23 augusti 1939 i Stockholm, var en svensk jurist.
Sjöfors avlade juris kandidatexamen vid Lunds universitet 1907. Han var advokat i Borås 1908–1910, i Stockholm 1912, tillförordnad domhavande 1911–1912, biträdande ombudsman i Norrlandsbanken 1913–1914, ledamot av justitiedepartementets lagavdelning 1919–1920, tillförordnad revisionssekreterare 1920–1922 och ordinarie 1929–1933. Sjöfors blev tillförordnad fiskal i Svea hovrätt 1915, assessor där 1918, hovrättsråd 1924 och divisionsordförande 1937. Han blev riddare av Nordstjärneorden 1926 samt kommendör av andra klassen av samma orden 1933 och av Vasaorden 1939. Sjöfors vilar på Norra begravningsplatsen utanför Stockholm.